# Berliner Fußballmeisterschaft 1922/23
Die Berliner Fußballmeisterschaft 1922/23 war die zwölfte unter dem Verband Brandenburgischer Ballspielvereine (VBB) ausgetragene Berliner Fußballmeisterschaft. Die Meisterschaft wurde in dieser Saison in zwei Gruppen zu je zehn Mannschaften im Rundenturnier mit Hin- und Rückspiel ausgetragen. Die beiden Gruppensieger spielten dann im Finale um die Berliner Fußballmeisterschaft. Am Ende konnte der SC Union Oberschöneweide das Finale gegen Vorwärts 90 Berlin gewinnen, wurde zum zweiten Mal Berliner Fußballmeister und qualifizierte sich dadurch für die deutsche Fußballmeisterschaft 1922/23. Nach einem 2:1-Erfolg nach Verlängerung gegen Arminia Bielefeld im Viertelfinale und einem 2:1-Sieg über die SpVgg Fürth erreichten die Berliner das Endspiel. Das am 10. Juni 1923 ausgetragene Spiel gegen den Hamburger SV verlor Union Oberschöneweide mit 0:3 und wurde somit Vizemeister.

## Gruppe A
| Pl. | Verein                     | Sp. | S  | U | N  | Tore    | Quote | Punkte |
| --- | -------------------------- | --- | -- | - | -- | ------- | ----- | ------ |
| 1.  | SC Union Oberschöneweide   | 18  | 13 | 2 | 3  | 052:130 | 4,00  | 28:80  |
| 2.  | BFC Alemannia 90           | 18  | 12 | 3 | 3  | 046:360 | 1,28  | 27:90  |
| 3.  | SV Norden-Nordwest (M) (P) | 18  | 11 | 4 | 3  | 049:190 | 2,58  | 26:10  |
| 4.  | Potsdamer Sport-Union      | 18  | 8  | 3 | 7  | 030:300 | 1,00  | 19:17  |
| 5.  | Berliner SV 1892           | 18  | 7  | 3 | 8  | 040:450 | 0,89  | 17:19  |
| 6.  | BTuFC Union 1892           | 18  | 5  | 6 | 7  | 037:270 | 1,37  | 16:20  |
| 7.  | BV 06 Luckenwalde (N)      | 18  | 5  | 5 | 8  | 024:330 | 0,73  | 15:21  |
| 8.  | SC Wacker Tegel            | 18  | 6  | 3 | 9  | 025:370 | 0,68  | 15:21  |
| 9.  | Spandauer SC 99 (N)        | 18  | 4  | 2 | 12 | 024:590 | 0,41  | 10:26  |
| 10. | BBC Brandenburg 1892       | 18  | 1  | 5 | 12 | 026:540 | 0,48  | 07:29  |

| (M) | Titelverteidiger     |
| (P) | Berliner Pokalsieger |
| (N) | Aufsteiger           |

## Gruppe B
| Pl. | Verein                  | Sp. | S  | U | N  | Tore    | Diff. | Punkte |
| --- | ----------------------- | --- | -- | - | -- | ------- | ----- | ------ |
| 1.  | Vorwärts 90 Berlin      | 18  | 12 | 2 | 4  | 047:190 | 2,47  | 26:10  |
| 2.  | BTuFC Viktoria 1889     | 18  | 11 | 3 | 4  | 048:260 | 1,85  | 25:11  |
| 3.  | Spandauer SV            | 18  | 9  | 4 | 5  | 033:320 | 1,03  | 22:14  |
| 4.  | Minerva 93 Berlin       | 18  | 8  | 1 | 9  | 043:390 | 1,10  | 17:19  |
| 5.  | BFC Hertha 1892         | 18  | 7  | 3 | 8  | 028:300 | 0,93  | 17:19  |
| 6.  | Weißenseer FC (N)       | 18  | 7  | 3 | 8  | 031:470 | 0,66  | 17:19  |
| 7.  | VfB Pankow              | 18  | 6  | 4 | 8  | 023:340 | 0,68  | 16:20  |
| 8.  | SC Union Charlottenburg | 18  | 4  | 6 | 8  | 037:350 | 1,06  | 14:22  |
| 9.  | BFC Meteor 06 (N)       | 18  | 6  | 2 | 10 | 025:350 | 0,71  | 14:22  |
| 10. | BFC Preußen             | 18  | 4  | 4 | 10 | 028:460 | 0,61  | 12:24  |

| (N) | Aufsteiger |

## Finale Berliner Fußballmeisterschaft
Das Hinspiel fand am 1. April 1923, das Rückspiel am 22. April 1923 statt.
|                                                   | Gesamt |                                             | Hinspiel | Rückspiel |
| ------------------------------------------------- | ------ | ------------------------------------------- | -------- | --------- |
| SC Union Oberschöneweide (Gruppensieger Gruppe A) | 4:2    | Vorwärts 90 Berlin (Gruppensieger Gruppe B) | 3:1      | 1:1       |